# Zdzisław Skwirczyński

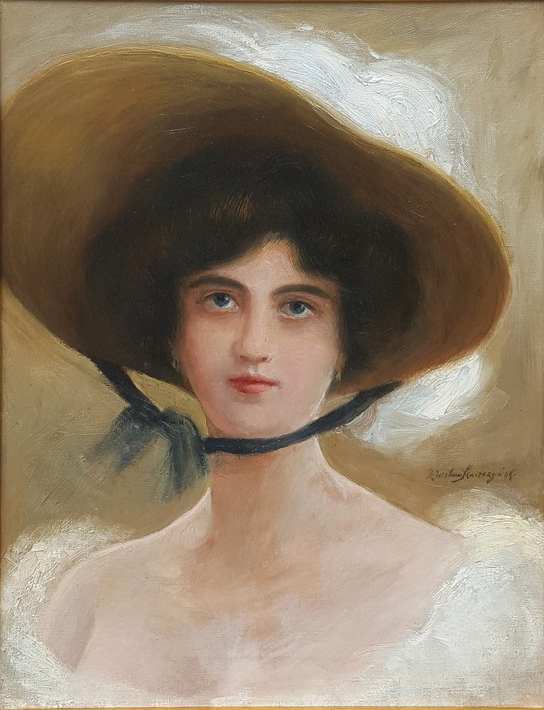
Dama w kapeluszu

Zdzisław Skwirczyński (ur. 1877 we Lwowie, zm. ?) – polski malarz.

## Życiorys
Ukończył szkołę realną, następnie Szkołę Przemysłową we Lwowie. W latach 1896–1898 studiował na Akademii Sztuk Pięknych w Krakowie pod kierunkiem Józefa Unierzyskiego, następnie uczył się w Paryżu. Wrócił do Krakowa w 1903 roku, by podjąć studia pod kierunkiem Leona Wyczółkowskiego.
Tworzył pejzaże, portrety oraz sceny rodzajowe z życia polskich Żydów. W okresie międzywojennym rysował karykatury osobistości z życia publicznego oraz scenki rodzajowe Poszukiwał nowatorskich form plastycznych dla odzwierciedlenia sylwetek polityków. W „Szopce” stworzył graficzną serię Czarna reakcja z wizerunkami posłów i senatorów Narodowej Demokracji. Jego prace znajdują się w Muzeum Narodowym w Krakowie.

## Literatura
- Emmanuel Swieykowski: Pamiętnik Towarzystwa Przyjaciół Sztuk Pięknych w Krakowie 1854-1904: Kraków: Tow. Przyjaciół Sztuk Pięknych, 1905 : Wyd. 2.